# Ànwar el-Sadat
Muhàmmad Ànwar as-Sadat (àrab: محمد أنور السادات, Muḥammad Anwar as-Sādāt), transcrit sovint com Mohamed Anwar el-Sadat o Anwar Sadat, (Mit Abu al-Kum, Governació de Menufeya, Soldanat d’Egipte, 1918 - El Caire, Egipte, 1981) fou un polític i militar egipci guardonat amb el Premi Nobel de la Pau l'any 1978 conjuntament amb Menahem Begin.

### Primers anys i activitats revolucionàries

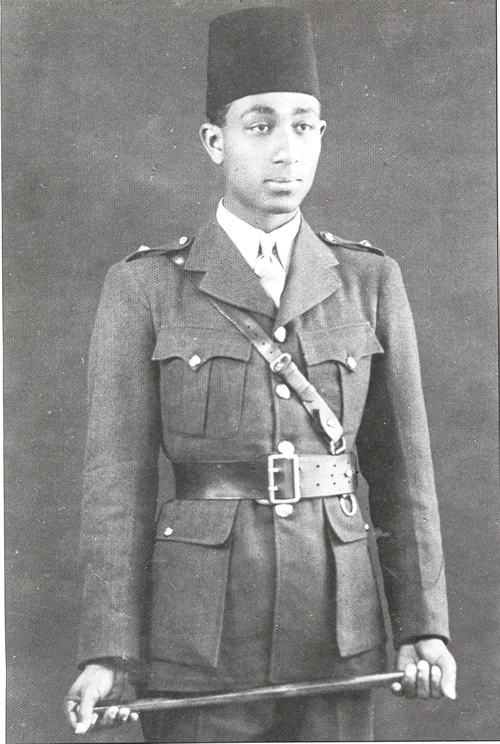
Sadat es va graduar a l'escola militar el 1938

Anwar Sadat va néixer el 25 de desembre de 1918 a Mit Abu El Kom, part de la governació de Monufia, en el que llavors era el sultanat d'Egipte, en una família pobra, i tenia 14 germans. Un dels seus germans, Atef Sadat, més tard es va convertir en pilot i va morir en acció el 1973 durant la Guerra de Yom Kippur. El seu pare, Anwar Mohammed El Sadat, era de l'Alt Egipte, i la seva mare, Sit Al-Berain, va néixer d'una mare egípcia i un pare sudanès.
El 1938 es va graduar a la Reial Acadèmia Militar del Caire, la capital del que llavors era el Regne d'Egipte, i va ser nomenat membre del Cos de Senyals. Va entrar a l'exèrcit com a segon tinent i va ser destinat al Sudan angloegipci (el Sudan era un condomini sota domini conjunt britànic i egipci en aquell moment). Allà, va conèixer Gamal Abdel Nasser, i juntament amb diversos altres oficials subalterns van formar els Oficials Lliures, una organització compromesa amb enderrocar el domini britànic a Egipte i eliminar la corrupció estatal.
Essent encara un jove militar, va participar en moviments polítics, com els motins dels Germans Musulmans contra la influència occidental a Egipte i contra la monarquia de Faruk I, que la permetia. Des de 1939 es va unir a Gamal Abdel Nasser, integrant-se en el Moviment d'Oficials Lliures després de la derrota en la primera guerra contra Israel de 1948.

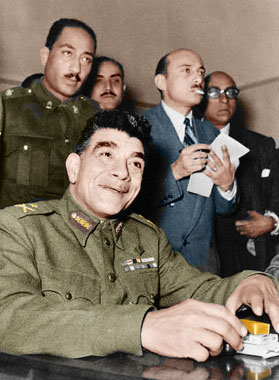
Sadat amb Mohamed Naguib, 1952

Durant la Segona Guerra Mundial, Sadat, membre del Partit Feixista i ultranacionalista Jove Egipte, va col·laborar amb espies de l'Alemanya nazi a Egipte com a part de l'operació Salam. Una vegada que això va ser descobert pels britànics, va ser arrestat i empresonat durant gran part de la guerra. Al final del conflicte, ja s'havia reunit amb la societat secreta que va decidir assassinar Amin Osman, ministre de Finances del govern del Partit Wafd, i el cap de la Societat d'Amistat Egipcio-Britannica, a causa de les seves fortes simpaties cap als britànics. Osman va ser assassinat el gener de 1946. Després de l'assassinat d'Amin Osman, Sadat va tornar de nou i finalment a la presó.
A la presó de Qarmidan, va enfrontar-se a les proves més difícils de l'empresonament en ser retingut en aïllament, però el primer acusat del cas Hussein Tawfiq va escapar i, després que no hi hagués proves de criminalitat, tots els càrrecs cauen i el sospitós va sortir en llibertat. Salah Zulfikar, aleshores jove agent de policia, era en aquell moment l'oficial responsable de la presó. Creia en el seu cor en l'heroisme de Sadat i que va tenir un paper patriòtic envers el seu país i que va ser condemnat i empresonat pel seu amor pel seu país. Zulfikar va portar amb ell menjar, diaris i cigarrets i va ajudar molt a la seva família a obtenir permisos de visita per comprovar-ho. Anwar Sadat va estar actiu en molts moviments polítics, inclosos els Germans Musulmans, el Partit Feixista Jove Egipte, la Guàrdia de Ferro pro-Eix i pro-realista d'Egipte i el grup militar secret anomenat Oficials Lliures. Juntament amb els seus companys oficials lliures, Sadat va participar en el cop d'estat militar que va llançar la revolució egípcia de 1952, que va enderrocar el rei Faruk I el 23 de juliol d'aquell any. Sadat va fer la primera declaració de la revolució per ràdio al poble egipci.

## Durant la presidència de Nasser

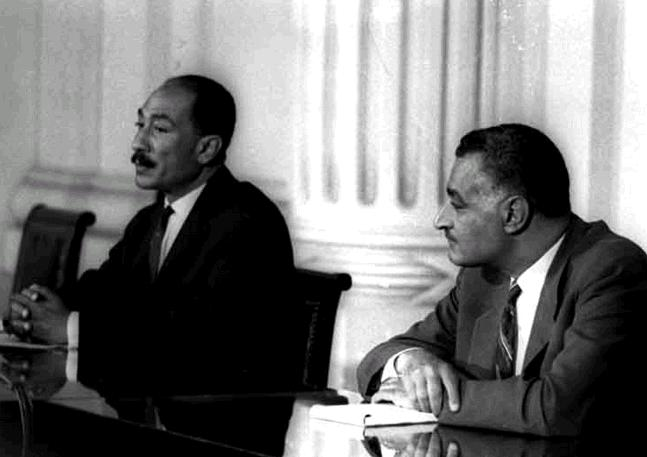
Amb Nasser a l'Assemblea Nacional, maig de 1964

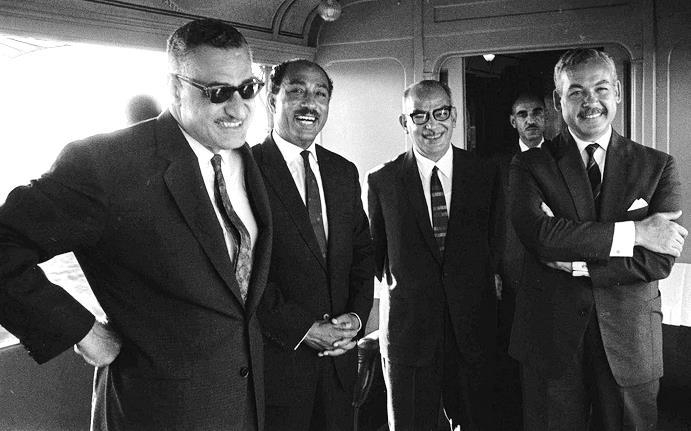
Els principals líders egipcis de la Unió Socialista Àrab a Alexandria. D'esquerra a dreta: el president Gamal Abdel Nasser, Sadat, el cap de l'ASU, Ali Sabri, i el vicepresident Hussein el-Shafei, agost de 1968

Durant la presidència de Gamal Abdel Nasser, Sadat va ser nomenat ministre d'Estat el 1954. També va ser nomenat redactor del recentment fundat diari Al Gomhuria. El 1959 va assumir el càrrec de secretari de la Unió Nacional. Sadat va ser president de l'Assemblea Nacional (1960-1968) i després vicepresident d'Egipte i membre del consell presidencial el 1964. Va ser novament nomenat vicepresident el desembre de 1969.Des que Nasser va prendre el poder l'any 1952, Sadat va anar ascendint en el seu règim ocupant càrrecs al Consell de la Revolució, ministre, secretari del partit únic i, des de 1969, vicepresident de la República.

## President de la República

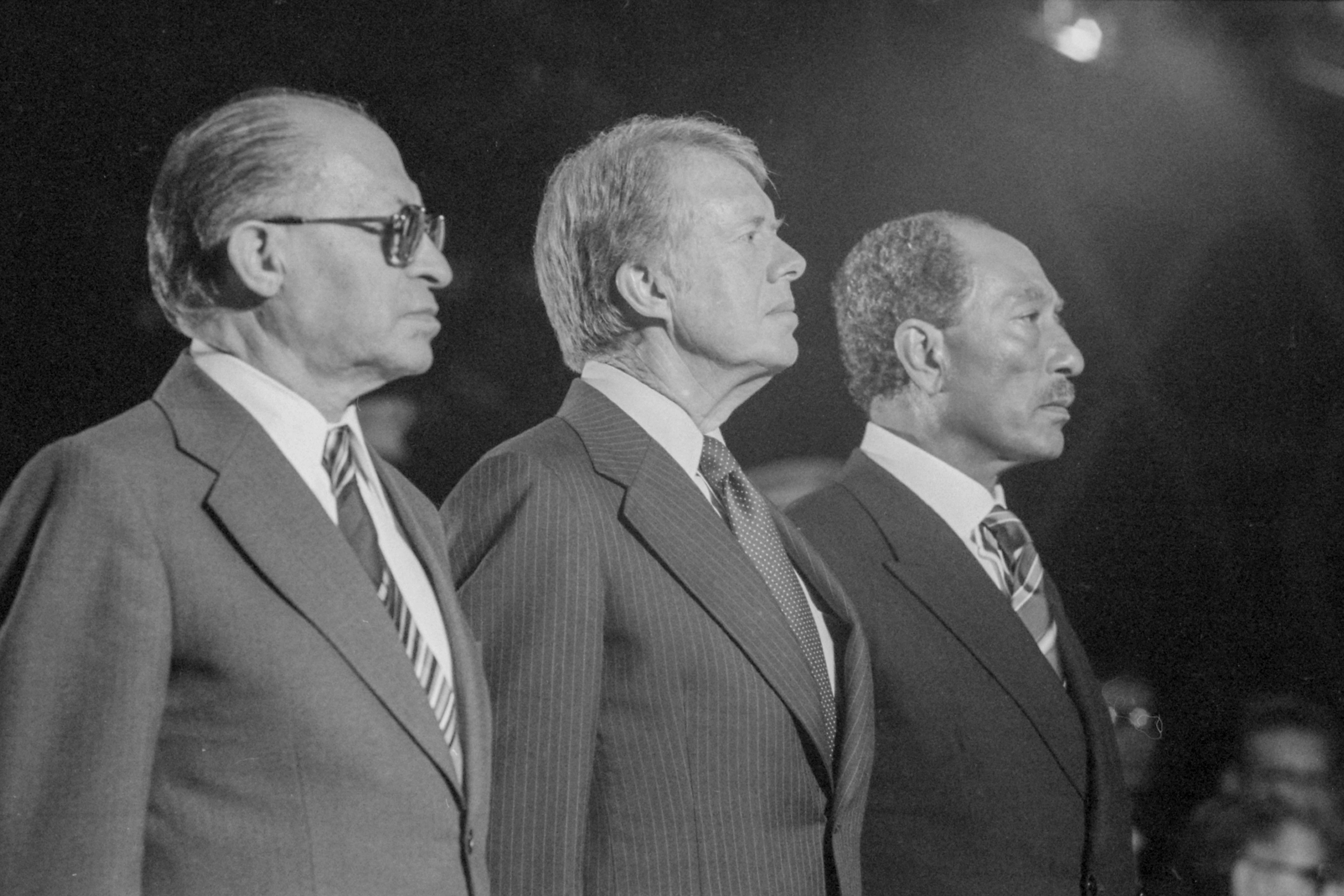
Menahem Beguín, Jimmy Carter i Ànwar el-Sadat en els Acords de pau de Camp David de 1978

Al morir Nasser el 1970, Sadat es va imposar als seus rivals en el partit i va heretar el poder, així com el projecte de nacionalisme àrab que representava Nasser. El 1973 va desencadenar un nou atac, juntament amb Síria, contra Israel, la Guerra del Yom Kippur, i en el qual va estar a punt de triomfar. No obstant això, el fracàs d'aquella ofensiva va convèncer Sadat de la conveniència de postergar la causa de la unitat àrab i de la lluita contra Israel, en benefici d'una política més realista que servís per a l'enfortiment i desenvolupament d'Egipte.
Des de 1976 es va desvincular de la tradicional aliança amb la Unió Soviètica i es va acostar als Estats Units, del que va obtenir fortes ajudes econòmiques. El 1977 va viatjar per sorpresa a Jerusalem, adquirint el compromís de reconèixer a l'estat d'Israel sota determinades condicions. El 1978 va tenir una nova trobada amb el Primer Ministre isaraelita per a preparar, el 1979, per mediació del president Jimmy Carter, la pau amb Israel en els Acords de pau de Camp David, signats al costat de Menahem Beguín. Ànwar el-Sadat va ser recompensat amb el Premi Nobel de la Pau juntament amb Beguín l'any 1978 per les negociacions de pau establertes entre els dos països.
Egipte va ser així el primer país àrab a segellar una pau duradora amb Israel, el que va ser interpretat en mitjans radicals com una «traïció». Això va provocar l'enfortiment de l'oposició al règim de Sadat, que aprofitava el descontentament social creat per les mesures liberals de l'economia d'Egipte impulsada pel règim.

## Assassinat
El setembre de 1981, Sadat va recórrer a una força repressió contra intel·lectuals i activistes de tot l'espectre ideològic. Va fer empresonar comunistes, nasseristes, feministes, professors d'universitat, membres de grups d'estudiants i musulmans integristes. Paral·lelament, el suport intern al règim s'anava debilitant, no només a causa de la repressió sinó també a causa de la crisi econòmica.
El 6 d'octubre de 1981, un mes després de l'onada de detencions, Sadat va morir assassinat durant una desfilada militar filmada a la ciutat del Caire per membres de l'exèrcit que pertanyien a l'organització Gihad Islàmic, que s'oposaven a la negociació establerta per Sadat amb Israel, així com a l'ús de la força durant les operacions de setembre. L'imam Omar Abdel Rahman va emetre una Fàtua que n'aprovava l'assassinat.
Per garantir la seguretat de la desfilada s'havia donat l'ordre de retirar la munició dels soldats, però els oficials encarregats de garantir l'aplicació de les ordres estaven fent un pelegrinatge a La Meca.
Quan estaven passant els avions de combat Mirage, un camió de transport de tropes va simular una avaria i es va aturar davant la tribuna presidencial. El lloctinent Khalid Islambouli sortí del camió i es dirigí cap al president. Quan Sadat es va aixecar per rebre'n la salutació, Islambouli llençà un pot de fum com a senyal de l'inici de l'assalt. 
Els tres altres conjurats sortiren llavors del camió, llançant granades i disparant fusells d'assalt. Khalid Islambouli disparà diverses vegades contra el president, secundat pels altres assaltants, al crit de “Mort al Faraó!”.
Entre les persones que es trobaven a la tribuna durant l'atac, vuit persones van morir (entre les quals hi havia l'ambaixador de Cuba) i vint-i-vuit van resultar ferides. A Sadat se l'endugueren en avió a l'hospital militar, on va morir després de ser operat durant deu hores.
A les exèquies de Sadat assistiren nombrosos dignataris del món occidental, però cap dirigent dels països àrabs. Al contrari del que s'havia produït el 1970 durant pel funeral de Nasser, la cerimònia per Sadat va ser molt sòbria i sense presència de multituds, ja que es va impedir a la gent accedir a la zona pròxima a la tomba del soldat desconegut, on va ser enterrat.

## Vida personal
Sadat va contreure matrimoni dues vegades. Primer es va casar amb Ehsan Madi als 22 anys, i es va divorciar anys més tard, just als 17 dies del naixement de la seva tercera filla, Camèlia. Després es va casar amb Jehan Raouf (coneguda com Jehan Sadat) el 29 de maig de 1949. Van tenir un fill, Gamal, i 3 filles: Lobna, Noha i Jehan. Va ser Gamal qui va representar el seu pare quan se li va atorgar pòstumament la Medalla Presidencial de la Llibertat el 1984.